# Sigrid Kruse
Sigrid Maria Kruse, född 2 september 1867 i Norra Mellby församling, Kristianstads län, död 19 september 1950 i Vrigstads församling, Jönköpings län, var en svensk politiker (frisinnad).
Kruse var lärare från Karlskrona. Hon var en känd föreläsare och engagerad inom både nykterhetsrörelsen och kvinnorösträttsfrågan. Hon företrädde den åsiktsriktning som hävdade att kvinnors rösträtt och nykterhetsrörelsen hörde ihop. Hon satt i Karlskrona stadsfullmäktige för de frisinnade 1912–1926. Sigrid Kruse var ogift. Hon bodde med sin syster skolköksläraren Ester Kruse (1869–1945).
Sigrid Kruse skrev även för Idun och Rösträtt för kvinnor.
Sigrid Kruse är begravd på Norra Mellby kyrkogård. Hon var syster till författaren Mathilda Malling.